# Epitola zelica
Epitola zelica är en fjärilsart som beskrevs av Kirby 1890. Epitola zelica ingår i släktet Epitola och familjen juvelvingar. Inga underarter finns listade i Catalogue of Life.